# إريك أوغيلفي
اريك أوغيلفي (بالإنجليزية: Eric Ogilvie)‏ هو سياسي أسترالي، ولد في 9 أكتوبر 1892، وتوفي في 3 أبريل 1962. حزبياً، نشط في حزب العمال الأسترالي. وقد انتخب عضو مجلس النواب تسمانيا من الجمعية.